# Reine Audu
```
Louise-Renée Leduc
, més coneguda com a 
Louise Reine Audu
, era una fruitera francesa, reconeguda per la seva participació en la 
Revolució Francesa
.
```

El 5 d'octubre de 1789, juntament amb Theroigne de Mericourt, va dirigir la Marxa de les dones sobre Versailles. Pertanyia a la delegació que va poder establir audiència amb el monarca per presentar les seves queixes. Va dirigir la marxa de tornada a París. Després, però, va ser empresonada al Grand Châtelet i a la Conciergerie. Va ser alliberada el 15 de setembre de 1791 pels esforços dels Cordeliers i de Louis-Barthélemy Chenaux. El 10 d'agost de 1792, va participar en l'assalt del Palau de les Teuleries i va lluitar personalment amb els soldats de la guàrdia suïssa. La comuna parisenca la va honrar amb una espasa pels seus actes.
En un llibre publicat el 1802, Pierre Joseph Alexis Roussel assegurava que la salut mental de Reine Audu s'havia degradat durant l'estada a la presó i que "va morir insana a l'hospital el 1793".